# Бабинецька сільська рада (Борщівський район)
Бабине́цька сільська́ ра́да — колишня адміністративно-територіальна одиниця та орган місцевого самоврядування в Борщівському районі Тернопільської області. Адміністративний центр — с. Бабинці.

## Загальні відомості
- Територія ради: 3,568 км²
- Населення ради: 899 осіб (станом на 2001 рік)

До 19 липня 2020 р. належала до Борщівського району.
20 листопада 2020 р. увійшла до складу Борщівської міської ради.

## Населені пункти
Сільській раді були підпорядковані населені пункти:
- с. Бабинці

## Географія
Бабинецька сільська рада межує з: Шупарською, Колодрібською, Пилипченською, Кривченською і Сков'ятинською сільською радою, а також з Чернівецькою областю.
Територією ради протікає річка Нічлава.

## Населення
Згідно з переписом УРСР 1989 року чисельність наявного населення сільської ради становила 1026 осіб, з яких 456 чоловіків та 570 жінок.
За переписом населення України 2001 року в сільській раді мешкало 889 осіб.

### Мова
Розподіл населення за рідною мовою за даними перепису 2001 року:
| Мова       | Відсоток |
| ---------- | -------- |
| українська | 99,67 %  |
| російська  | 0,22 %   |
| білоруська | 0,11 %   |

## Склад ради
Рада складалася з 12 депутатів та голови.
- Голова ради: Солтицький Віталій Васильович
- Секретар ради: Андрусик Марія Демянівна

### Керівний склад попередніх скликань
| Прізвище, ім'я, по батькові   | Основні відомості                                                                     | Дата обрання | Дата звільнення |
| ----------------------------- | ------------------------------------------------------------------------------------- | ------------ | --------------- |
| Леушин Олег Борисович         | Сільський голова, 1962 року народження, член Всеукраїнського об'єднання «Батьківщина» | 26.03.2006   | 31.10.2010      |
| Леушин Олег Борисович         | Сільський голова, 1962 року народження, член Всеукраїнського об'єднання «Батьківщина» | 02.11.2010   | 10.11.2016      |
| Солтицький Віталій Васильович | Сільський голова, 1991 року народження, позапартійний                                 | 10.11.2015   |                 |

Примітка: таблиця складена за даними сайту Верховної Ради України та сайту ЦВК

### Депутати
За результатами місцевих виборів 2015 року депутатами ради стали:

#### За суб'єктами висування
| Суб'єкт висування | Кількість обраних депутатів | %   |
| ----------------- | --------------------------- | --- |
| Самовисування     | 12                          | 100 |

#### За округами
| № округу      | Прізвище, ім'я, по батькові   | Дата визнання обраним | Освіта   | Партійна приналежність | Відомості про обраного депутата                   |
| ------------- | ----------------------------- | --------------------- | -------- | ---------------------- | ------------------------------------------------- |
| Самовисування |                               |                       |          |                        |                                                   |
| 1             | Андрусик Марія Дем'янівна     | 10.11.2015            | вища     | позапартійна           | Бабинецька сільська рада, секретар сільської ради |
| 2             | Ромашенко Уляна Іванівна      | 10.11.2015            | проф-тех | позапартійна           | фельдшерсько-акушерський пункт, акушер            |
| 3             | Крайник Іван Іванович         | 10.11.2015            | проф-тех | позапартійний          | ТОВ "Агрополіс", сторож                           |
| 4             | Шушко Галина Петрівна         | 10.11.2015            | вища     | позапартійний          | Бабинецька ЗОШ, вчитель                           |
| 5             | Шимко Микола Романович        | 10.11.2015            | проф-тех | позапартійний          | тимчасово не працює                               |
| 6             | Танасійчук Світлана Василівна | 10.11.2015            | вища     | позапартійна           | Сільська бібліотека, зав.бібліотекою              |
| 7             | Лозорко Лідія Інокентіївна    | 10.11.2015            | вища     | позапартійна           | Приватний підприємець                             |
| 8             | Прокіпчук Ярослав Несторович  | 10.11.2015            | проф-тех | позапартійний          | Бабинецька ЗОШ, опалювач                          |
| 9             | Шевчук Володимир Степанович   | 10.11.2015            | проф-тех | позапартійний          | тимчасово не працює                               |
| 10            | Мимка Іван Васильович         | 10.11.2015            | проф-тех | позапартійний          | тимчасово не працює                               |
| 11            | Ярема Іван Михайлович         | 10.11.2015            | проф-тех | позапартійний          | приватний підприємець, продавець                  |
| 12            | Гижка Іван Петрович           | 10.11.2015            | проф-тех | позапартійний          | тимчасово не працює                               |